# 小佐治·甸·莊臣
（1942年7月22日—）是一个是南卡羅來納州的美國政治家。他在斯帕坦堡長大，1969年至1974年擔任南卡羅來納州眾議院議員，當選為民主黨、共和黨和獨立議員，代表南卡羅來納州斯帕坦堡縣。他是一名律師。

## 商業生涯
小佐治·甸·莊臣創立了多家公司，包括 Extended Stay America、Advance America Cash Advance、和 Johnson Waste，後來被出售給廢物管理公司。
隨後，他在多家紐約證券交易所上市公司的董事會任職，包括Extended Stay America、Advance America Cash Advance、AutoNation, Inc.、佛羅里達美洲豹、Duke Energy Corporation、Morgan Corporation, Inc.、Boca Resorts、Viacom、
諾福克南方鐵路、Home Choice, Inc.、Alrenco, Inc.、William Barnet & Sons, Inc.和南卡羅來納州信孚銀行。韋恩·休伊曾加是他創建美國長住酒店的商業夥伴，後來又參與創建了主要的百視達特許經營店，最終包括208家商店。兩人後來與百視達合併，莊臣被任命為公司總裁。